# Giraffidae
De Giraffidae (letterlijk "girafachtigen") zijn een familie van evenhoevige zoogdieren. De moderne vertegenwoordigers leven van nature in Afrika en zijn verdeeld over twee geslachten: de okapi (Okapia) en de giraffen (Giraffa).
De giraffe heeft een uitzonderlijk lange nek en poten ontwikkeld. Hierdoor kunnen zij beter bij de hoger zittende bladeren in de bomen. Het is nog onduidelijk waarom de giraf zo'n lange nek heeft ontwikkeld.

## Herkomst
Moderne vertegenwoordigers van de familie Giraffidae komen alleen voor in Afrika, maar hun verspreiding was wereldwijd. Waarschijnlijk is deze familie in het Mioceen ontstaan, ongeveer 25 miljoen jaar geleden. Wetenschappers gaan ervan uit dat uit een hertachtige diersoort de eerste Giraffidae zijn ontstaan. Het is nog niet duidelijk waar deze familie is ontstaan, omdat zowel in Noord-Afrika als in Eurazië aanwijzingen zijn gevonden.
De voorouders van deze soorten leken meer op de okapi dan op de giraf. De moderne soorten hebben kleine hoorns, maar een aantal uitgestorven soorten had vertakte geweien die soms erg groot waren.
De oudste vormen die met zekerheid tot de Giraffidae behoren worden oergiraffen (Palaeotraginae) genoemd. Deze leefden in het Mioceen in Eurazië. Ze waren ongeveer zo groot als een edelhert, hadden dubbele, met huid bedekte hoorns en een hals zo lang als die van de okapi. Toch leken ze nog steeds veel op een hertachtige.
Een andere uitgestorven onderfamilie zijn de rundergiraffen (Sivatheriinae). Deze zagen er een beetje uit als runderen. Het waren grote dieren met sterke poten. Sommige soorten hadden ook grote hoofdtooien. De groep is in het Pleistoceen uitgestorven. Een bekende uitgestorven rundergiraf is Sivatherium.
Volgens genetisch onderzoek zouden de laatste gemeenschappelijke voorouder van de okapi en giraffe circa 11,5 miljoen jaar geleden geleefd hebben.

## Geslachten
- Giraffa met vier soorten
- Okapia met één soort: okapi (Okapia johnstoni)